# 福爾斯城 (得克萨斯州)
福爾斯城（英語：Falls City）是位於美國德克薩斯州卡恩斯縣的城市。根據2020年美國人口普查的數據顯示，居住人口為514人。福爾斯城靠近鈾尾礦處置室，該處置室根據1978年《鈾廠尾礦輻射控制法》於1994年竣工。福爾斯城早期的定居者主要是波蘭天主教徒，於1902年建立了聖三一天主教堂。

## 地理
福爾斯城位於卡恩斯縣西北部，距聖安東尼奧市中心東南方約71公里（44英里），位於聖安東尼奧河左岸，經緯度為北緯28°59′，西經 98°1′。聯合太平洋鐵路和美國181號公路穿過這裡，位於卡恩斯縣縣城卡恩斯市西北10英里（16公里）處。
根據美國普查局的數據顯示，福爾斯城總面積為0.93平方英里（2.4平方公里），其中0.02平方英里（0.05平方公里）是水域。